# Josef Jakubowicz
Josef Jakubowicz (* 10. Oktober 1925 in Oświęcim, Polen; † 22. Mai 2013 in Neumarkt in der Oberpfalz) war ein polnisch-deutscher Holocaustüberlebender, der elf Lager überlebte und später durch die Dokumentation Auschwitz ist auch eine Stadt bekannt geworden ist.

## Leben
Josef Jakubowicz wurde in Oświęcim (dt.: Auschwitz) als jüngstes Kind einer jüdischen Familie geboren. Er verlebte eine glückliche Kindheit. Nach dem Überfall auf Polen 1939 wurde auch seine Heimatstadt besetzt, in der sehr viele Juden lebten. Seine Eltern und alle anderen Angehörigen – 34 Familienmitglieder – wurden 1940 deportiert und ermordet. Der 15-jährige Jugendliche musste als Zwangsarbeiter am Aufbau des Konzentrationslagers Auschwitz I mitwirken. Danach folgte eine Odyssee in insgesamt rund elf Zwischen-, Durchgangs- und Konzentrationslager; so war er in Flossenbürg, Annaberg, Breslau-Neukirch, Groß-Rosen, Mittelbau-Dora und Bergen-Belsen inhaftiert. Am 15. April 1945 wurde er im KZ Bergen-Belsen befreit.
Er hielt viele Vorträge an Schulen. Eine Ausstellung in Mittelfranken würdigte das Leben des Mannes, der auch im Kampf gegen Alt- und Neonazis aktiv war. Sein Buch Auschwitz ist auch eine Stadt erschien 2005 und wurde im selben Jahr ins Englische übersetzt. In dem Buch, zu dem der Schriftsteller Ralph Giordano das Grußwort geschrieben hat, wird neben dem Leben des Autors auch das reichhaltige Leben der jüdischen Gemeinde vor dem Holocaust bzw. dem Überfall auf Polen beschrieben. Im Jahr 2009 wurde – aufbauend auf Jakubowiczs Buch – die Dokumentation Auschwitz ist auch eine Stadt gedreht, in der Jakubowicz neben anderen Holocaustüberlebenden, aber auch einem Freund aus Kindertagen sowie einer ehemaligen Mitarbeiterin der IG-Farben zu Wort kam. Daneben erfährt der Zuschauer einiges über das jüdische Leben in der Stadt. Jakubowicz sprach fließend Hebräisch, Polnisch, Deutsch und lebte in Nürnberg. Am 22. Mai 2013 starb Josef Jakubowicz im Alter von 87 Jahren nach langer, schwerer Krankheit in einem Krankenhaus in Neumarkt in der Oberpfalz.

## Werk
- Auschwitz ist auch eine Stadt, Thiemo Graf Verlag, 2005.
- Auschwitz is also a city, Thiemo Graf Verlag 2005.